# 双身毘沙門天

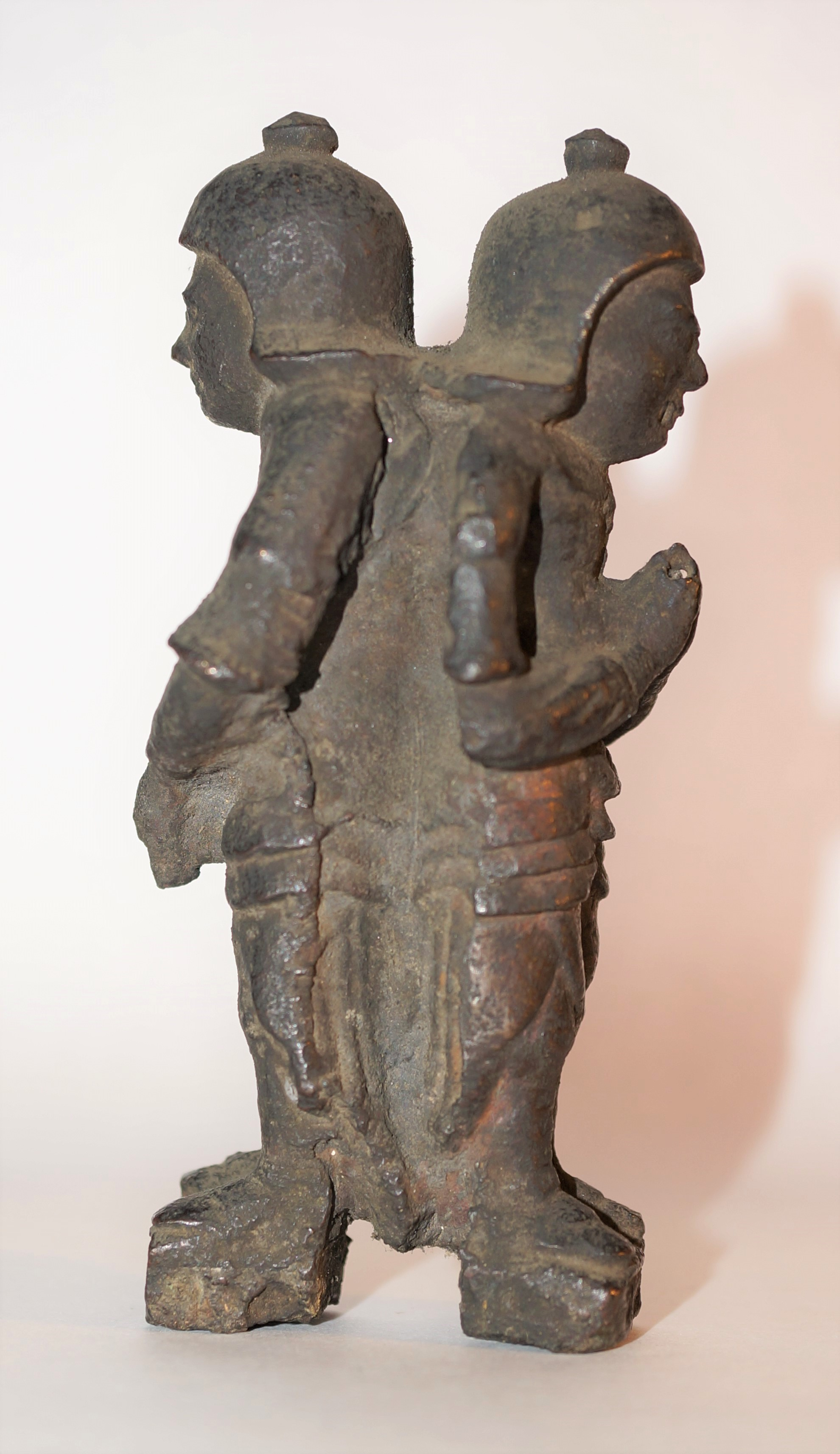
双身毘沙門天立像（岐阜県長福寺）

双身毘沙門天とは仏教における天部の一尊。二尊の毘沙門天が背中を合わせて立っている姿で表される。
片方が毘沙門天で、片方が吉祥天女であると言われている（諸説あり）。
「阿娑縛抄」などによると「福徳法」「敬愛法」の本尊とされるが、類例は少ない。

## 解説

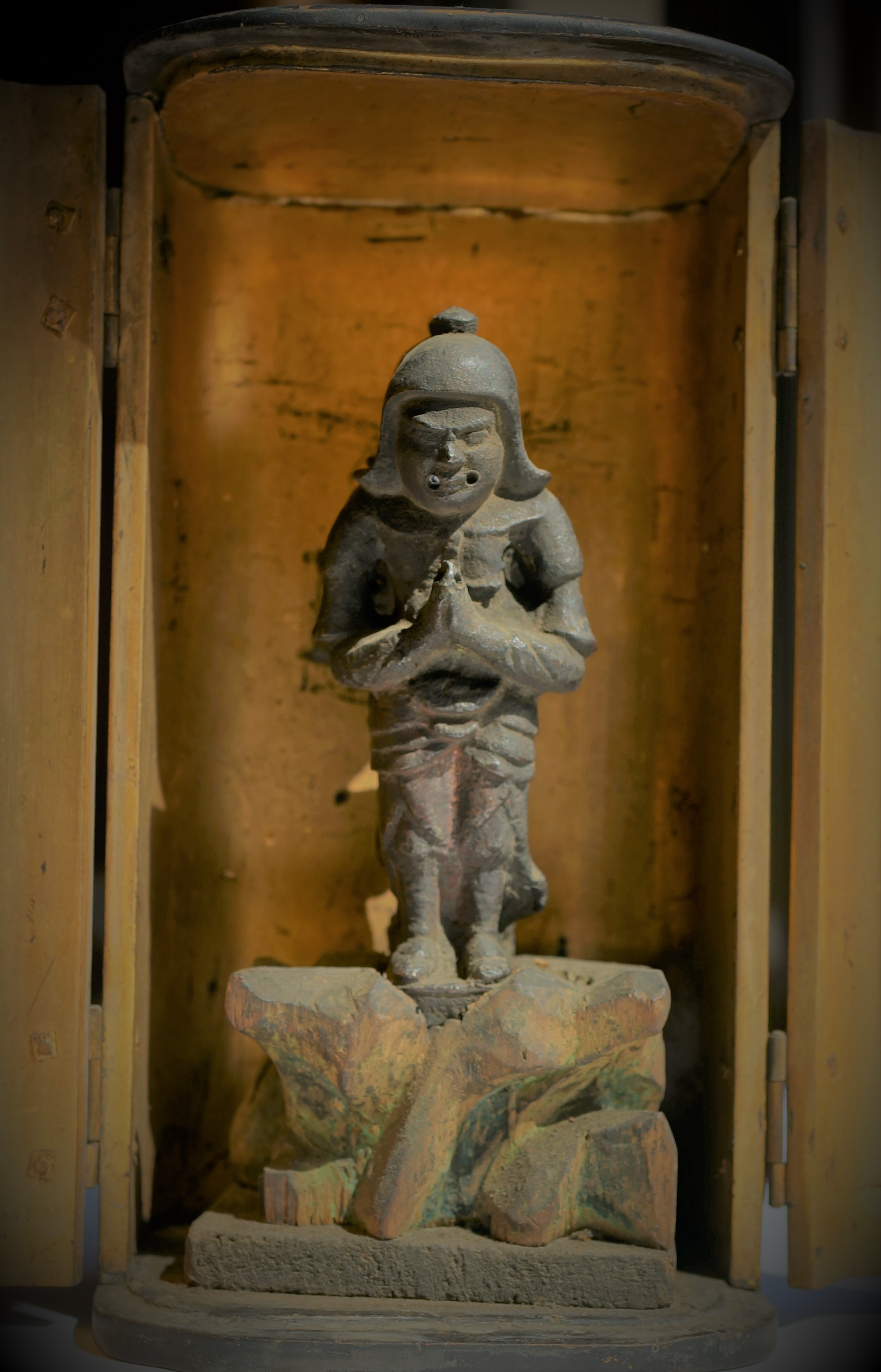
岐阜・長福寺の銅製双身毘沙門天立像

天台宗由来の仏尊で、祀ることの難しさは聖天尊（歓喜天）と双璧を成す秘仏とされる。
立像が主で、平安時代・12世紀にさかのぼるものとしては、木造（浄瑠璃寺・馬頭観音立像胎内仏）・東大寺（勝敵毘沙門天）や銅製（岐阜長福寺・銅製双身毘沙門天立像）のものがあるが、近世に降る作例を含めても、十数例程しか確認されていない。
背中合わせで片方は合掌した手を胸前に構え、輪宝を持ち、もう一方は合掌した手を下方に向け腹前に構え、独鈷杵を持ち、牙が伸びて脇の下をくぐり相手方の牙と合体している場合が多い。
その効験は多岐に及び、戦勝祈願の懐守り仏や、調伏、信仰心を寄せる者の願いを叶えると秘仏として浴油法も行われる。
真言：「オン・シチロクリ・ソワカ」「オン・ベイシラマンダヤ・ソワカ」